# José María Silvestri
José María Silvestri (Rosario, 12 de julio de 1947-23 de septiembre de 2020) fue un pastor evangélico argentino, fundador y líder de la Iglesia Evangélica Misionera Argentina desde 1984, y de la señal televisiva Canal Luz desde 1992.

## Biografía
Nació en la ciudad de Rosario, Santa Fe, Argentina. A los 12 años, se acercó a un templo protestante, donde se convirtió al evangelicalismo.
En 1966, se casó con Viviana Mabel Rodríguez, con quien tuvo 4 hijos: Claudia (1967), Pablo (1969), Patricia (1970) y Nanci (1978).
En 1977, ingresó junto a su esposa al seminario para pastores del Ejército de Salvación con el fin de dedicarse a predicar el evangelio.

## Obra
En 1984, fundó la Iglesia Evangélica Misionera Argentina en la ciudad de Rosario, actualmente con alcance nacional e internacional a través de un método de organización familiar denominado Grupos de Crecimiento.
En 1987 y 1988, realizó programas radiales que fueron emitidos por radios AM locales como LT3 Radio cerealista, LT2, y LT8. En 1989, produjo programas televisivos de 5 minutos de duración llamados “Vi la Luz”, que se emitieron diariamente por televisión abierta en Canal 3 de Rosario.
En 1992, fundó una señal televisiva cristiana, Canal Luz, que en la actualidad se distribuye a todo el continente americano a través del satélite Hispasat.
En el mismo año, sentó las bases del Complejo Educativo Cristiano IEMA, una institución educativa que abarca todos los niveles: inicial, primario, secundario y superior.
En el año 1994, comenzó una obra de ayuda asistencial y solidaria, Mutual La Roca, que brinda atención médica, económica y alimentaria a personas en estado de vulnerabilidad social. En el año 2013, la labor asistencial fue reconocida por entidades gubernamentales en el acto público “Rosario dice gracias” por el trabajo solidario realizado en la tragedia de calle Salta.

## Reconocimientos
En noviembre de 2013, recibió la distinción de ciudadano religioso distinguido de la ciudad de Rosario.
En agosto de 2019, el Concejo Deliberante de la ciudad de Villa Gobernador Gálvez reconoció de interés comunitario la labor social sostenida a lo largo de 35 años por la iglesia que él preside.
Rosario, 2 de julio de 2021 — Según la Ordenanza nro 10222 del Consejo Municipal de la ciudad de Rosario, Santa Fe, se designó con el nombre de «Paseo Pastor José María Silvestri» al tramo de Bv. Oroño entre 27 de Febrero y Gálvez, frente a la Iglesia Evangélica Misionera Argentina (IEMA)
https://www.aciera.org/nombran-paseo-pastor-jose-maria-silvestri-en-rosario/

## Fallecimiento
El pastor José María Silvestri falleció a los 73 años de edad, en la ciudad de Rosario, el 23 de septiembre de 2020, semanas después de haber sido diagnosticado con Covid-19.
Su partida causó conmoción en la sociedad y fue despedido con honores por cientos de fieles que reconocieron su legado de fe.